# Botanischer Garten Klagenfurt

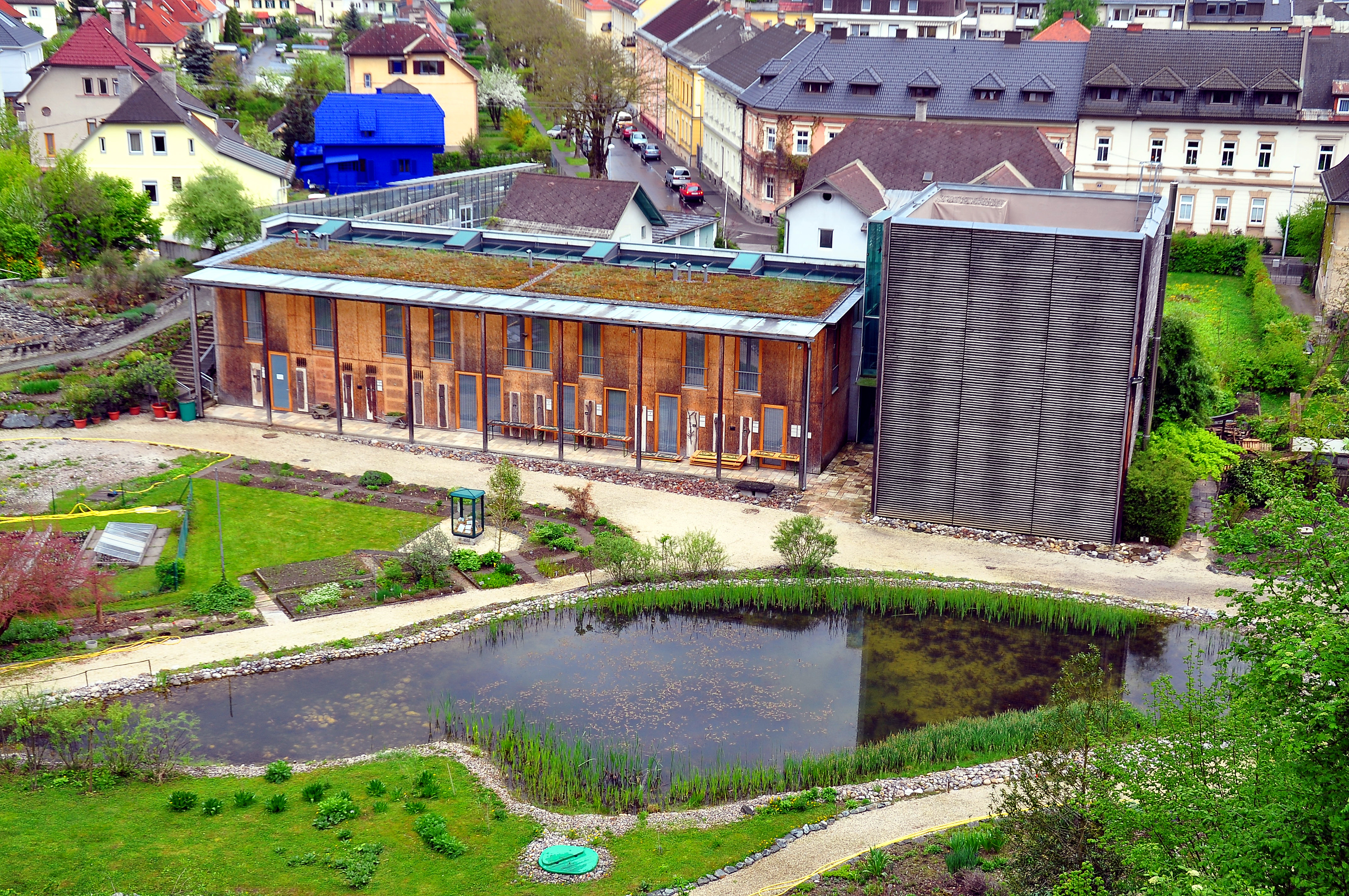
Botanischer Garten mit Verwaltungsgebäude

Der Botanische Garten Klagenfurt ist ein im Jahr 1862 gegründeter Botanischer Garten in der Kärntner Landeshauptstadt Klagenfurt am Wörthersee. Das Gelände befindet sich in einem ehemaligen Steinbruch am Fuß des Kreuzbergls. Der Garten wird vom Kärntner Botanikzentrum, einer Außenstelle des Landesmuseums Kärnten, wissenschaftlich geleitet und betreut.

## Geschichte
Am 22. April 1862 wurde das Kärntner Landesmuseum („Rudolfinum“) mit der Gründung eines Botanischen Gartens beauftragt. Er wurde auf dem ehemaligen Friedhofsgarten des Bürgerspitals östlich des heutigen Landesmuseums angelegt, das Gebäude entstand allerdings erst im Jahr 1879. Die Anlage wurde bei einem Bombenangriff im Zweiten Weltkrieg weitgehend zerstört und das Rudolfinum stark beschädigt. Das Museumsgebäude wurde wieder instand gesetzt, die Restbestände des Gartens siedelten hingegen in einen aufgelassenen Steinbruch am Kreuzbergl über. Der Wiederaufbau des Botanischen Gartens nach dem Krieg wurde allerdings erst im Jahr 1958 begonnen und war mit der Eröffnung des Botanischen Zentrums im Juni 1965 abgeschlossen.

## Objekte und Tätigkeiten
Auf dem 1,2 Hektar großen Gelände des Botanischen Gartens werden schwerpunktmäßig Pflanzen der heimischen Flora, wie die Kärntner Wulfenie und andere alpine Pflanzen kultiviert, aber auch Pflanzen aus dem östlichen Österreich und anderen Ländern. Das Gelände ist thematisch unterteilt, es gibt unter anderem einen Bauerngarten, einen Bereich mit Pflanzen aus Feuchtbiotopen oder einen Heil- und Giftkräutergarten. An der Felskulisse des historischen Steinbruchs wurde eine Wasserlandschaft mit einem künstlichen Wasserfall eingerichtet. Im Gebäude des Botanischen Zentrums befindet sich das Kärntner Landesherbar, das verschiedene Sammlungen getrockneter Pflanzen (Herbarien) umfasst. Die älteste davon, das Herbarium Vivum, stammt aus dem Jahr 1752.
Zu den Aufgaben des Botanischen Zentrums gehört im Rahmen internationaler Bestimmungen der Austausch von Saatgut mit anderen botanischen Einrichtungen. Es besteht mit weltweit mehr als 360 Gärten Tauschkontakt, ungefähr 3000 Samenproben werden jährlich verschickt.
Das Botanische Zentrum gibt eine eigene Fachzeitschrift namens Wulfenia heraus, die Mitarbeiter publizieren darüber hinaus international in anderen botanischen Fachzeitschriften. Die institutseigene Bibliothek umfasst mehr als 30.000 Bücher.
Wie andere Botanische Gärten ist auch das Gelände am Kreuzbergl öffentlich zugänglich und ein beliebtes Naherholungsziel. Von Mai bis September werden im Botanischen Zentrum wöchentlich Vorträge mit Themen aus der Welt der Botanik gehalten.